# Route 3 (Manitoba)
Pour les articles homonymes, voir Route 3.
La route 3 est une route provinciale de la province du Manitoba située dans le sud et le centre de la province. Elle est située en moyenne à 80 km (50 mi) au sud de la route 1 (Route transcanadienne) et à environ 25 km (16 mi) de la frontière américaine. Route d'orientation ouest / est, elle est une route moyennement empruntée parcourant 391 km (243 mi). Elle traverse les villes de Morden, de Carman, de Killarney et de Deloraine.

## Description du tracé
La route 3 débute à la frontière entre le Manitoba et la Saskatchewan, à l'est de la municipalité de Gainsborough, située 7 kilomètres à l'ouest de la frontière. La route 3 est le prolongement de la route 18.
La route 3 se dirige vers l'est sur 24 km (15 mi), contournant Pierson. Elle forme ensuite un multiplex avec la route 83 sur 13 km (8 mi) en se dirigeant vers le nord, puis à Melita, elle courbe vers l'est pour continuer dans cette direction pendant 35 km (22 mi). Elle forme ensuite un autre multiplex avec la route 21 et se dirige vers le sud. Elle contourne par la suite Deloraine par le sud-ouest, puis forme une ligne droite de 63 km (39 mi) allant vers l'est. À Killarney, elle forme un multiplex avec la route 18 en se dirigeant vers le sud sur 10 km (6 mi), puis vers l'est sur 50 km (31 mi). Elle forme ensuite un autre multiplex, avec la route 34, sur 20 km (12 mi) en passant à l'est de Crystal City et de Pilot Mound. Elle rejoint ensuite Manitou puis Morden, où la route 3 devient un boulevard urbain à deux voies séparées. À sa jonction avec la route 14, elle tourne vers le nord jusqu'à Carman, où, à sa jonction avec les routes 13 et 245, elle tourne vers l'est jusqu'à Sperling. Elle se dirige par la suite vers le nord-est sur le reste de son parcours, en passant au sud de Sanford, puis elle croise les routes 2 et 100, la route périphérique de Winnipeg. Elle entre dans la capitale du Manitoba par le sud-ouest, en étant nommée le boulevard McGillivray, puis se termine officiellement à la limite de Winnipeg.

## Intersections majeures
| Division                                      | Ville       | km     | Destinations                                                  | Notes                                                                         |
| --------------------------------------------- | ----------- | ------ | ------------------------------------------------------------- | ----------------------------------------------------------------------------- |
| No. 5                                         |             | 0,00   | SK-18 ouest – Estevan                                         | Continue en Saskatchewan                                                      |
| No. 5                                         | Pierson     | 10,00  | PR 256 nord – Tilston                                         | Terminus ouest du multiplex avec la PR 256                                    |
| No. 5                                         |             | 10,60  | PR 256 sud – Lyleton, Mnlot                                   | Terminus est du multiplex avec la PR 256                                      |
| No. 5                                         |             | 19,90  | PR 252 nord – Elva                                            | Terminus sud de la PR 252                                                     |
| No. 5                                         |             | 24,90  | PTH-83 sud – Minot                                            | Terminus ouest du multiplex avec la PTH-83                                    |
| No. 5                                         | Melita      | 36,90  | PR 445 ouest                                                  | Terminus est de la PR 445                                                     |
| No. 5                                         | Melita      | 37,40  | PTH-83 nord – Virden                                          | Terminus est du multiplex avec la PTH-83                                      |
| No. 5                                         |             | 47,30  | PR 452 nord – Napinka                                         | Terminus ouest du multiplex avec la PR 452                                    |
| No. 5                                         |             | 50,60  | PR 452 sud – Waskada                                          | Terminus est du multiplex avec la PR 452                                      |
| No. 5                                         | Medora      | 58,90  | PR 254 nord – Lauder                                          | Terminus ouest du multiplex avec la PR 254                                    |
| No. 5                                         | Medora      | 59,30  | PR 254 sud                                                    | Terminus est du multiplex avec la PR 254                                      |
| No. 5                                         |             | 72,40  | PTH-21 nord – Hartney                                         | Terminus ouest du multiplex avec la PTH-21                                    |
| No. 5                                         | Deloraine   | 80,60  | PTH-21 sud – Bottineau                                        | Terminus est du multiplex avec la PTH-21                                      |
| No. 5                                         |             | 94,10  | PR 450 sud – Lake Metigoshe                                   | Terminus nord de la PR 450                                                    |
| No. 5                                         |             | 113,90 | PTH-10 – Boissevain, Peace Garden                             |                                                                               |
| No. 5                                         |             | 127,10 | PR 346 nord – Ninga                                           | Terminus sud de la PR 346                                                     |
| No. 5                                         | Killarney   | 143,10 | PTH-18 nord – Ninette                                         | Terminus ouest du multiplex avec la PTH-18                                    |
| No. 5                                         |             | 152,30 | PTH-18 sud – Rolla                                            | Terminus est du multiplex avec la PTH-18                                      |
| No. 5                                         |             | 165,50 | PR 458 nord – Homfield                                        | Terminus sud de la PR 458                                                     |
| No. 4                                         | Cartwright  | 175,20 | PTH-5 (Parks Road) – Glenboro, Jamestown                      |                                                                               |
| No. 4                                         |             | 186,60 | PR 442 nord – Mather                                          | Terminus sud de la PR 458                                                     |
| No. 4                                         |             | 198,10 | R-3A est – Clearwater                                         | Terminus ouest de la PTH-3A                                                   |
| No. 4                                         |             | 204,70 | PTH-34 sud – Devils Lake                                      | Terminus ouest du multiplex avec la PTH-34                                    |
| No. 4                                         |             | 209,60 | PTH-3A ouest / PR 423 est – Clearwater                        | Terminus est de la PTH-3A; terminus ouest de la PR 423                        |
| No. 4                                         | Pilot Mound | 219,00 | PR 253 ouest – Glenora                                        | Terminus est de la PR 253                                                     |
| No. 4                                         |             | 223,20 | PTH-34 nord – Holland                                         | Terminus est du multiplex avec la PTH-34                                      |
| No. 4                                         |             | 235,30 | PR 242 nord – Somerset                                        | Terminus ouest du multiplex avec la PR 242                                    |
| No. 4                                         | La Rivière  | 235,90 | PR 242 sud – Snowflake                                        | Terminus est du multiplex avec la PR 242                                      |
| No. 4                                         | Manitou     | 246,30 | PR 244 nord – Notre-Dame-de-Lourdes                           | Terminus sud de la PR 244                                                     |
| No. 4                                         |             | 255,60 | PR 528 sud – Kaleida                                          | Terminus nord de la PR 528                                                    |
| No. 4                                         |             | 263,40 | PTH-31 sud / PR 240 nord – Saint-Claude, Langdon              | Terminus nord de la PTH-31; terminus sud de la PR 240                         |
| No. 3                                         | Morden      | 281,50 | PR 432 (Mountain Street)                                      |                                                                               |
| No. 3                                         |             | 289,70 | PTH-14 est (Boundary Commission Trail) – Winkler              | Terminus ouest de la PTH-14                                                   |
| No. 3                                         |             | 309,40 | PTH-23 – Swan Lake, Roland                                    |                                                                               |
| No. 3                                         | Carman      | 324,20 | PTH-13 nord (Main Street) – Elm Creek                         | Terminus sud de la PTH-13                                                     |
| No. 3                                         | Carman      | 324,20 | PR 245 ouest (4th Avenue S) – Roseisle                        | Terminus est de la PR 245                                                     |
| No. 3                                         | Sperling    | 345,40 | PR 336 sud / PR 205 est – Rosenort                            | Terminus nord de la PR 336; terminus ouest de la PR 205                       |
| No. 10                                        | Brunklid    | 359,20 | PR 305 – Sainte-Agathe                                        |                                                                               |
| No. 10                                        | Brunklid    | 359,80 | PR 332 – Starbuck, Lowe Farm                                  |                                                                               |
| No. 10                                        | Sanford     | 372,90 | PR 247 ouest / PR 334 – Sanford, Domain                       | Terminus ouest du multiplex avec la PR 247                                    |
| No. 10                                        |             | 377,00 | PR 247 est – La Salle                                         | Terminus est du multiplex avec la PR 247                                      |
| No. 10                                        | Oak Bluff   | 386,60 | PTH-2 (Red Coat Trail) – Treherne, Kenora                     | Carrefour giratoire                                                           |
| No. 10                                        | Oak Bluff   | 387,70 | PTH-100 (Perimeter Highway) / Route 155 est – Brandon, Kenora | Terminus ouest de la Route 155; terminus ouest du multiplex avec la Route 155 |
| No. 11                                        | Winnipeg    | 396,10 | Route 155 est (McGillivray Boulevard) / Brady Road sud        | La PTH-3 est devient la Route 155 est                                         |
| - Terminus de multiplex - Transition de route |             |        |                                                               |                                                                               |